# 姚渡站
姚渡站，位于中华人民共和国四川省广元市青川县姚渡镇平原村，是兰渝铁路上的火车站，于2016年12月26日启用，由兰州铁路局陇西车务段管辖。

## 歷史
- 2016年12月26日正式启用。

## 外部連結
- 中国铁路客户服务中心（页面存档备份，存于）